# کئوما (فیلم)
کئوما یک فیلم اسپاگتی وسترن ایتالیایی محصول ۱۹۷۶ به کارگردانی انزو جی کاستلاری و بازی فرانکو نرو است. این فیلم اغلب به عنوان یکی از بهترین فیلم‌های «دوران افول» اسپاگتی وسترن شناخته می‌شود، که یکی از آخرین فیلم‌های این ژانر است و به دلیل تلفیق تکنیک‌های جدید سینمایی در آن زمان (مانند حرکت آهسته و چرخش‌های افقی نمای نزدیک/متوسط) مشهور است. و موسیقی متن آوازی آن توسط گوئیدو و مائوریتسیو د آنجلیس ساخته شده‌است.

## بازیگران
- فرانکو نرو در نقش کئوما شانون
- ویلیام برگر در نقش ویلیام اچ شانون
- الگا کارلاتوس در نقش لیزا فارو
- وودی استرود در نقش جورج
- اورسو ماریا گوئرینی در نقش بوچ شانون
- گابریلا جاکوبه به عنوان جادوگر
- آنتونیو مارسینا در نقش لنی شنون
- جان لوفردو در نقش سام شانون
- دانلد اوبراین در نقش کالدول
- لئون لنور در نقش لئون لنویر، پزشک
- ولفانگو سولداتی در نقش ولف، سرباز متحد
- ویکتوریا زینی به عنوان مالک روسپی خانه
- ریکاردو پیتزوتی به عنوان عضو شماره ۱ باند کالدول
- آلفیو کالتابیانو به عنوان عضو باند کالدول شماره ۲
- روبرتو دل‌آکوا

## اکران
کئوما در ایتالیا در ۲۵ نوامبر ۱۹۷۶ اکران‌شد و در آن زمان یک موفقیت خفیف در ایتالیا محسوب می‌شد. این فیلم در اکران عمومی خود در مجموع ۱٬۵۷۱٬۹۹۵٬۰۰۰ لیره ایتالیا به دست آورد.
بعداً توسط میل کریک اینترتیمنت در بلوری به‌صورت دوفیلمه با سایه‌های انتقام با استفاده از چاپ مجدد منتشر شد.

## استقبال
در یک بازبینی معاصر، پژوهشنامه مانتلی فیلم نسخه دوبله‌شده ۸۵ دقیقه‌ای فیلم را بازبینی کرد. این بررسی خاطر نشان کرد که فیلم «خیلی شدید کات‌شده بود تا بتواند به راحتی اجازه دنبال‌کردن پی‌رنگ فیلم را بدهد، چه رسد به زیرجریان‌های متعدد فرویدی آن»، اما اظهار داشت که «از نظر بصری فیلم جنبه‌های متعارف بسیار چشمگیری دارد»، با توجه به مقدمه و صحنه‌های مختلف گذشته‌نما. در این بررسی همچنین از فرانکو نرو به عنوان «بی‌نهایت خوشایند» تعریف و تمجید شد و نتیجه گرفت که کئوما «یک یادآوری مؤثر است که وسترن ایتالیایی همیشه به‌طور رسمی جذاب‌تر از آن است که منتقدان معتقدند».